# Dean Corll
Dean Arnold Corll (Fort Wayne, Indiana; 24 de diciembre de 1939 - Pasadena, Texas; 8 de agosto de 1973) fue un asesino en serie estadounidense de fama póstuma que, junto con dos cómplices adolescentes David Owen Brooks y Elmer Wayne Henley, Jr., secuestraron, violaron, torturaron y asesinaron al menos a 28 niños en una serie de asesinatos que abarca desde 1970 a 1973 en Houston (Texas). Los crímenes, que se conocieron como los asesinatos en masa de Houston, salieron a la luz después de que Elmer Wayne Henley disparó en repetidas ocasiones a Corll hasta que cayó muerto por las heridas de bala y llamaron a las autoridades.
Las víctimas de Corll solían ser atraídas con la oferta de una fiesta o de llevarlas a una de las diversas direcciones en las que residió entre 1970 y 1973. Luego eran retenidas por la fuerza o con engaños, y cada una era asesinada por estrangulamiento o disparos con una pistola calibre .22.
Corll también era conocido como Candy Man y el Flautista de Hamelín, porque él y su familia habían sido propietarios y operaban una fábrica de dulces en Houston Heights, y era conocido por dar caramelos gratis a los niños de la zona.

## Infancia y juventud

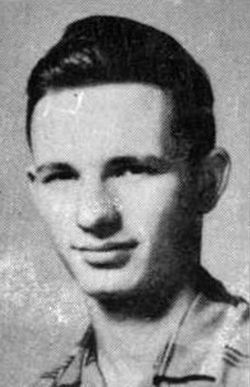
Dean Corll en 1958

Dean Arnold Corll nació el 24 de diciembre de 1939 en Fort Wayne, Indiana, el primer hijo de Mary Robinson (9 de mayo de 1916 - 31 de mayo de 2010) y Arnold Edwin Corll (7 de febrero de 1916 - 5 de abril de 2001). El padre de Corll era estricto con su hijo, mientras que su madre era muy protectora con él. Su matrimonio se vio empañado por las peleas frecuentes, y la pareja se divorció en 1946, cuatro años después del nacimiento de su hijo menor, Stanley.
Corll era un niño tímido y serio que rara vez socializaba con otros niños, pero que al mismo tiempo mostraba preocupación por el bienestar de los demás. A la edad de siete años, sufrió un caso no diagnosticado de fiebre reumática, que solamente se notó en 1950, cuando los médicos descubrieron que Corll tenía un soplo cardíaco. Como resultado de este diagnóstico, a Corll se le ordenó evitar la educación física en la escuela.
Mary Corll posteriormente vendió la casa familiar y se mudó a una casa en Memphis, Tennessee, donde Arnold Corll había sido reclutado en la Fuerza Aérea de los EE. UU. Después del divorcio, para que sus hijos pudieran mantener contacto con su padre. No obstante, le echaron del cuerpo militar al descubrirse la homosexualidad de Dean.

## Preludio y asesinatos

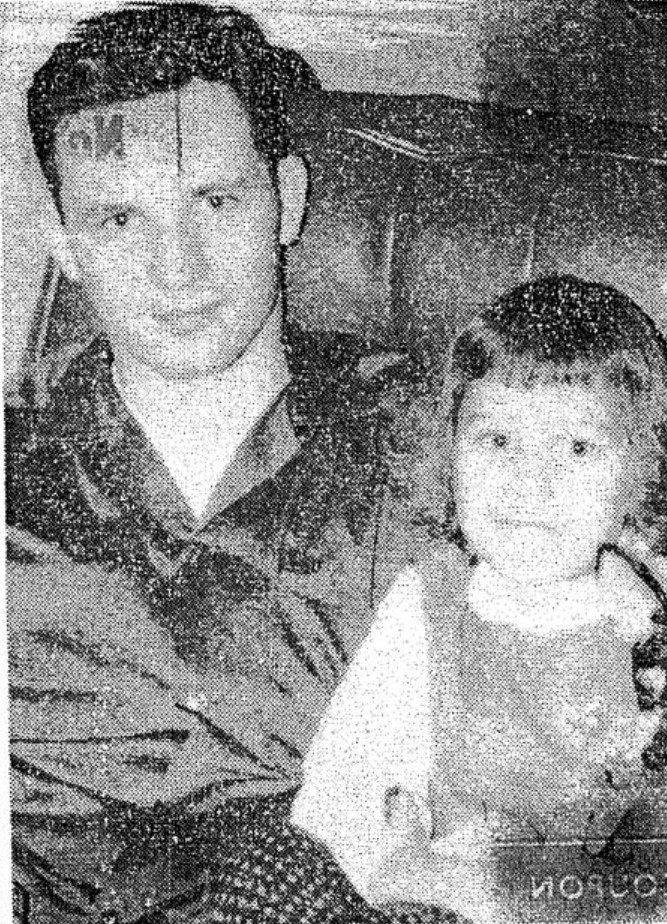
Dean con su media hermana Joyce West alrededor de 1960

En 1967, Corll se hizo amigo de David Owen Brooks, de 12 años, entonces estudiante de sexto grado con anteojos y uno de los muchos niños a los que les regalaba dulces. Brooks inicialmente se convirtió en uno de los muchos jóvenes compañeros cercanos de Corll, socializando regularmente con Corll y varios adolescentes que se congregaban en la parte trasera de la fábrica de dulces. También se unió a Corll en los viajes regulares que hacía a las playas del sur de Texas en compañía de varios jóvenes, y luego comentó que Corll fue el primer hombre adulto que no se burló de su apariencia. Cada vez que Brooks le decía a Corll que necesitaba efectivo, Corll le daba dinero y el joven comenzó a ver a Corll como una figura paterna. A instancias de Corll, se desarrolló gradualmente una relación paterno-sexual entre los dos. A partir de 1969, Corll le pagó a Brooks en efectivo o con regalos para que le permitiera realizar una felación al joven. 

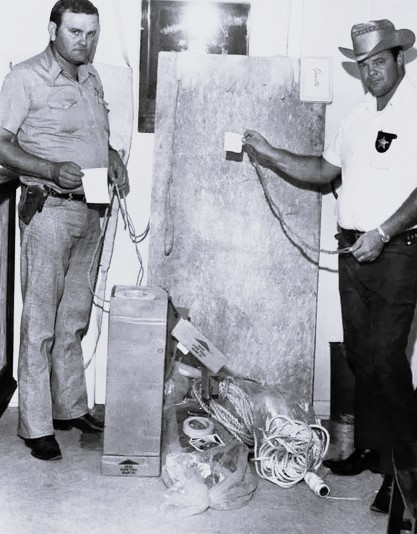
Una de las dos tablas de tortura utilizadas por Dean Corll. Descubierta en la cabaña de su familia junto al lago.

En el invierno de 1971, David Brooks llevó a Elmer Wayne Henley con Corll, Henley tenía 15 años. En su confesión dada casi dos años más tarde, Henley dijo a los detectives que Brooks lo engañó para ir con Corll prometiéndole que podría participar en "un negocio donde podría hacer algún dinero." En casa de Corll (dónde probablemente había sido llevado como víctima potencial), Corll le dijo a Henley que pertenecía a una organización basada en Dallas, la cual reclutaba a chicos jóvenes para ser abusados sexualmente. A Henley le ofrecieron la misma tarifa que a Brooks, doscientos dólares por cualquier chico que pudiera llevarle a Corll.

## 8 de agosto de 1973

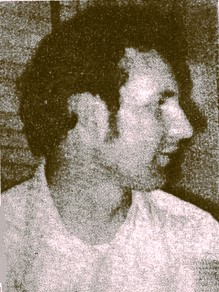
Dean Corll. Según se publicó en la edición del 15 de agosto de 1973 del Houston Chronicle.

En la noche del 7 de agosto de 1973, Henley, de 17 años, invitó a un joven de 19 años llamado Timothy Cordell Kerley a asistir a una fiesta en la casa de Corll en Pasadena. Kerley aceptó la oferta, sin saber que la intención era que Kerley fuese la próxima víctima de Corll. David Brooks no estaba presente en ese momento. Los dos jóvenes llegaron a la casa de Corll, donde olieron el humo de la pintura y bebieron alcohol hasta la medianoche antes de salir de la casa a comprar sándwiches. Henley y Kerley luego condujeron de regreso a Houston Heights y Kerley estacionó su vehículo cerca de la casa de Henley. Henley salió del vehículo y se dirigió hacia la casa de Rhonda Williams, una amiga suya de 15 años, que había sido golpeada por su padre ebrio esa noche, y que había decidido abandonar temporalmente su hogar hasta que su padre se pusiera sobrio. Henley invitó a Rhonda a pasar la noche en la casa de Corll; Rhonda aceptó y se subió al asiento trasero del Volkswagen de Kerley. El trío luego condujo hacia la residencia de Corll en Pasadena.
Aproximadamente a las 3 a. m. de la mañana del 8 de agosto de 1973, Henley y Kerley regresaron a la casa de Corll acompañados por Rhonda Williams. Corll estaba furioso porque Henley había llevado a una chica a su casa, diciéndole en privado que había "arruinado todo". Henley explicó que Williams había discutido con su padre esa noche y que no deseaba volver a casa. Corll pareció calmarse, y le ofreció al trío cerveza y marihuana. Los tres adolescentes comenzaron a beber y fumar marihuana, y Henley y Kerley también olieron vapores de pintura mientras Corll los miraba atentamente. Después de aproximadamente dos horas, Henley, Kerley y Williams se desmayaron.

## Traición y muerte de Corll
Henley se despertó y se encontró tendido boca abajo y Corll poniéndole esposas en las muñecas. Su boca había sido amordazada con cinta adhesiva y sus tobillos habían sido unidos. Kerley y Williams yacían junto a Henley, atados firmemente con una cuerda de nailon, amordazados con cinta adhesiva y boca abajo en el suelo. Kerley también había sido desnudado.
Al darse cuenta de que Henley había despertado, Corll le quitó la mordaza de la boca. Henley protestó en vano contra las acciones de Corll, después de lo cual Corll reiteró que estaba enojado con Henley por traer a una niña a su casa y que iba a matar a los tres adolescentes después de haber agredido y torturado a Kerley. Luego arrastró a Henley a su cocina y colocó una pistola calibre.22 contra su estómago, amenazando con dispararle. Henley calmó a Corll, prometiendo participar en la tortura y asesinato tanto de Williams como de Kerley si Corll lo liberaba. Corll acordó y desató a Henley. Luego llevó a Kerley y Williams a su habitación y los ató a lados opuestos de su tablero de tortura: Kerley boca abajo; Williams en su espalda.
Corll entonces le entregó a Henley un cuchillo de caza y le ordenó que cortara la ropa de Williams, insistiendo en que, mientras violaba y mataba a Kerley, Henley haría lo mismo con Williams. Henley comenzó a cortar la ropa de Williams cuando Corll se desvistió y comenzó a violar y torturar a Kerley. Tanto Kerley como Williams habían despertado en este punto. Kerley comenzó a retorcerse y gritar cuando Williams, cuya mordaza había quitado Henley, levantó la cabeza y le preguntó a Henley: "¿Es esto real?" a lo que Henley respondió: "Sí". Williams luego le preguntó a Henley: "¿Vas a hacer algo al respecto?"
Henley le preguntó a Corll si podía llevar a Rhonda a otra habitación. Corll lo ignoró y Henley luego agarró la pistola de Corll, gritando, "¡Has ido lo suficientemente lejos, Dean!" Henley dijo: "¡No puedo continuar más! ¡No puedo hacer que mates a todos mis amigos!" Corll se acercó a Henley y le dijo: "¡Mátame, Wayne!" Henley retrocedió unos pasos mientras Corll continuaba avanzando hacia él, gritando, "¡No lo harás!"
Henley disparó a Corll, golpeándolo en la frente (la bala no penetró completamente en el cráneo de Corll). Corll continuó dando bandazos hacia Henley, después de lo cual el joven disparó otras dos balas, hiriendo a Corll en el hombro izquierdo, Corll se giró y salió tambaleándose de la habitación, golpeando la pared del pasillo. Henley disparó tres balas adicionales contra su espalda y hombro mientras Corll se deslizaba por la pared agonizando en el pasillo fuera de la habitación donde los otros dos adolescentes estaban atados. Corll murió desangrado donde cayó, su cuerpo desnudo yacía boca abajo contra la pared.
Henley recordaría más tarde que, después de haber disparado a Corll, el único pensamiento dominante en su mente en los momentos inmediatamente posteriores fue que Corll se habría sentido orgulloso de la forma en que había reaccionado al enfrentamiento, y agregó que Corll lo había estado entrenando para reaccionar rápidamente, y eso fue lo que hizo.

## Contacto con las autoridades

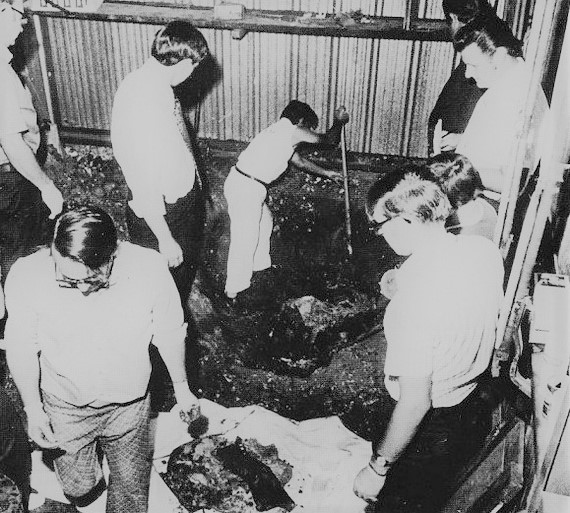
Fotografía del 8 de agosto de 1973 de la excavación del cobertizo para embarcaciones que era el cementerio personal de Corll, donde se descubrió 27 cadáveres, que al ser examinados mostraban señales de haber sido estrangulados y torturados, algunos también habían sido castrados, otros fueron muertos a balazos, algunos tenían objetos insertados por el recto, y absolutamente todos habían sido sodomizados.

A las 8:24 de la mañana del 8 de agosto de 1973, Henley llamó a las autoridades de Pasadena. Su llamada fue atendida por un operador llamado Velma Lines. En su llamada, Henley le espetó al operador: "¡Será mejor que venga ahora mismo! ¡Acabo de matar a un hombre!" Henley dio la dirección al operador como 2020 Lamar Drive, Pasadena. Mientras Kerley, Williams y Henley esperaban en el porche de Corll para que llegara la policía, Henley le mencionó a Kerley que le había "disparado cuatro o cinco veces".
Durante el registro de la casa, se encontraron las tablas con sogas y esposas, además de un arsenal de juguetes sexuales con los cuales Corll supuestamente sodomizaba a sus cautivos. También se hallaron cajas con herramientas que servirían para torturar y mutilar a las víctimas de Corll. Sin embargo no había ningún cadáver, aparte del supuesto asesino en serie. Tras ser llevado al vehículo policial Henley gritó: "¡No me importa quién lo sepa! ¡Tengo que sacarlo de mi pecho!". Henley decidió contarlo todo a las autoridades y los crímenes salieron a la luz.
Henley aseguró saber dónde se encontraban los cuerpos y, una vez que se terminó de registrar la casa y se retiró el cadáver de Corll, la policía se llevó al muchacho a la comisaría. Aún eran escépticos con respecto a sus declaraciones pero si era cierto, lo que tenían entre manos era algo muy, muy grande.